# معركة ساحل رمانة 1967
معركة ساحل رمانة (بالعبرية: קרב רומני) كانت اشتباكاً بحرياً وقع ليلة 11 يوليو 1967 بين قطع بحرية من البحرية المصرية والبحرية الإسرائيلية، بالقرب من منطقة ساحل رمانة. وانتهت بغرق زورقي طوربيد مصريين خلال المعركة دون وقوع خسائر إسرائيلية.

## خلفية تارخية
عقب انتصار إسرائيل في حرب 67، تمددت سواحلها بشكل كبير بعد انضمام سواحل شبه جزيرة سيناء المحتلة إليها. وقد سعّت البحرية الإسرائيلية وقتها إلى فرض السيادة الإسرائيلية على هذه المنطقة الشاسعة فبدأت بدوريات بحرية منتظمة على طول سواحل سيناء حتى بورسعيد.

## المعركة
توجهت المدمرة إيلات، وهي مدمرة كانت تابعة للبحرية الملكية من الفئة (زد) بقيادة إسحاق شوشان، غرباً بمحاذاة ساحل سيناء في التاسع من يوليو 1967. والتقت بزورقي الطوربيد الإسرائيليين آية ودايا لاحقاً وهما من الزوارق الفرنسية الصنع. ثم استأنف هذا الأسطول الصغير دورياته شمال غرب ساحل سيناء، مع أوامر باعتراض الزوارق التي تعبر الخط الحدودي باتجاه ساحل سيناء.
وفي 11 يوليو حوالي الساعة 21:45، أبلغ عامل اعتراض الإشارات الاستخباراتية في المدمرة إيلات أن زورقا طوربيد مصريين على وشك القيام بدورية. والتقط زورقا الطوربيد الإسرائيليين هدفاً على الرادار بعد ذلك بوقت قصير. كان المصريون على بعد 15 ميلاً تقريباً منهما و12 ميلاً من إيلات، يتحركان شرقاً بسرعة 15 عقدة (17 ميل في الساعة؛ 28 كم/ساعة). وحدد الإسرائيليون مساراً لاعتراضهما. بحيث تعترضهُما إيلات شمالاً، بينما يعترضاهما الزورقان آية ودايا شرقاً. اكتشفّ الزورقان المصريان، اللذان حُددا لاحقاً أنهما زورقا طوربيد من الفئة بي-6، أن زورقا الطوربيد الإسرائيليين يقتربان منهما بأقصى سرعة وشرعا في إطلاق النار.
ورد الإسرائيليون بإطلاق النار من مدافع بوفورز وأورليكون. لم يصب زورقا الطوربيد خلال الجولة الأولى من المعركة لكنهما تفرقا. مما مكن إيلات من ملاحقة أحدهما بينما طارد الزورقان الإسرائيليان الآخر. وبعد عشرين دقيقة من المطاردة، أصيب كلا الزورقين المصريين واشتعلت فيهما النار مما تسبب في انفجار الطوربيدات الموجودة على الزورقين. في حين لم تسجل أي خسائر إسرائيلية سوى إصابة ثمانية أفراد ولم تعثر البحرية الإسرائيلية على أي ناجين مصريين.
تشير الرواية المصرية إلى محاولة قائد لنش الطوربيد المصري النقيب عوني عازر الاصطدام بالمدمرة إيلات بعد نزعه لتيلات الأمان الخاصة بطوربيدات اللنش في عملية انتحارية لتفجير المدمرة لكن نيران مدفعيتها عاجلته قبل أن يتمكن من الوصول إليها وأن ثلاثة ناجيين إلى خمسة أفراد فقط هم من تمكنوا من النجاة بعد هذه المعركة غير المتكافئة.

## معرض الصور

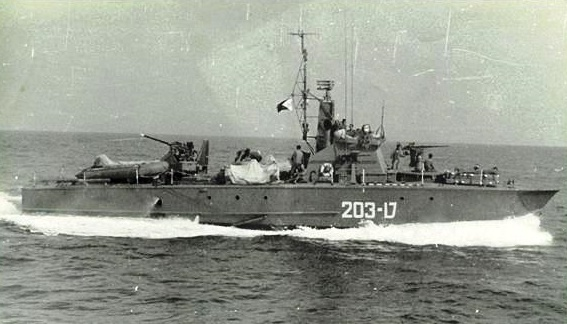
زورق الطوربيد الإسرائيلي آية (تي-203)
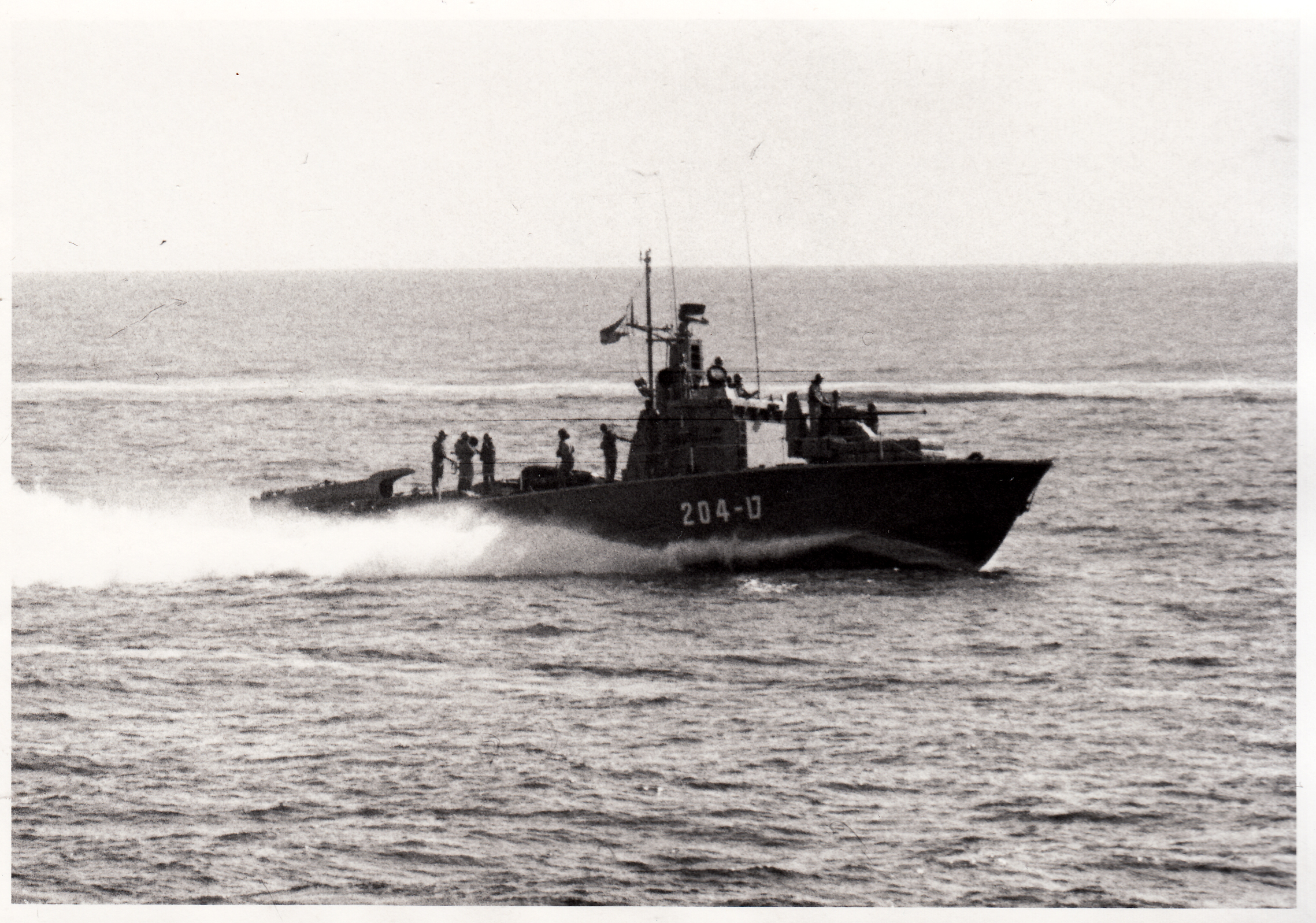
زورق الطوربيد الإسرائيلي دايا (تي-204)
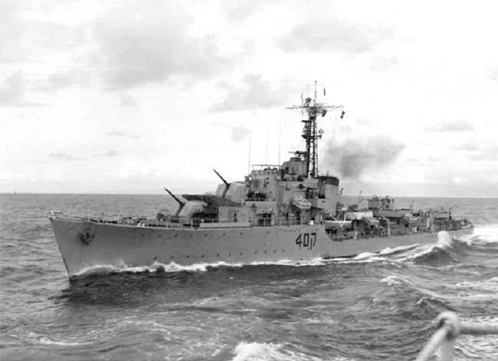
المدمرة إيلات، إتش إم إس زيلوس سابقاً، مدمرة من الفئة زد
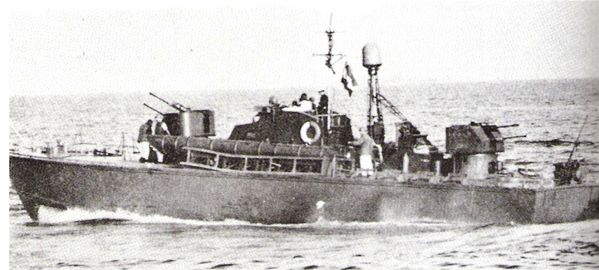
زورق طوربيد مصري فئة بي-6، سوفيتي الصنع
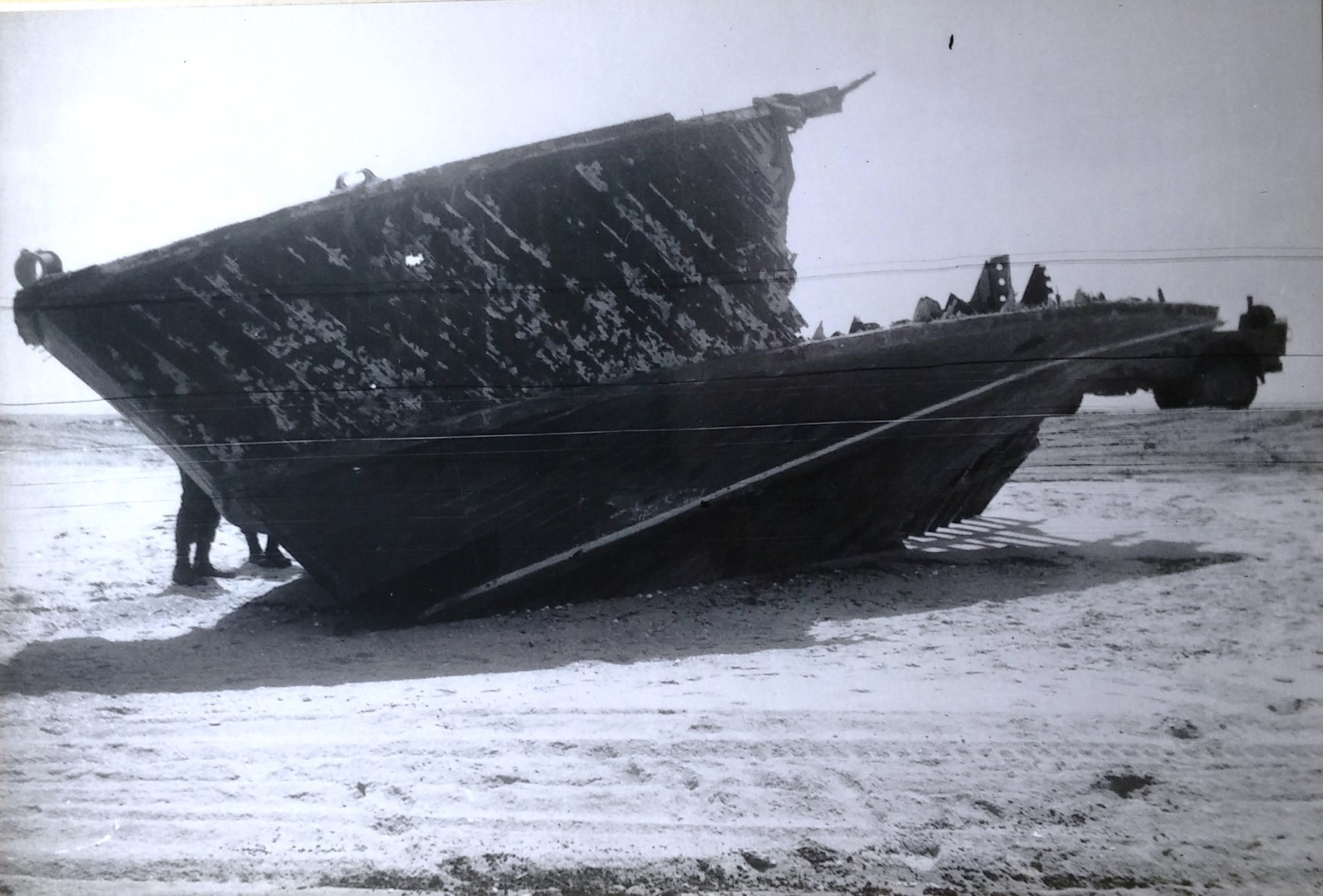
مقدمة أحد الزوارق المصرية التي غرقت خلال المعركة، نُقلّ لاحقاً إلى متحف الهجرة السرية والبحرية بحيفا
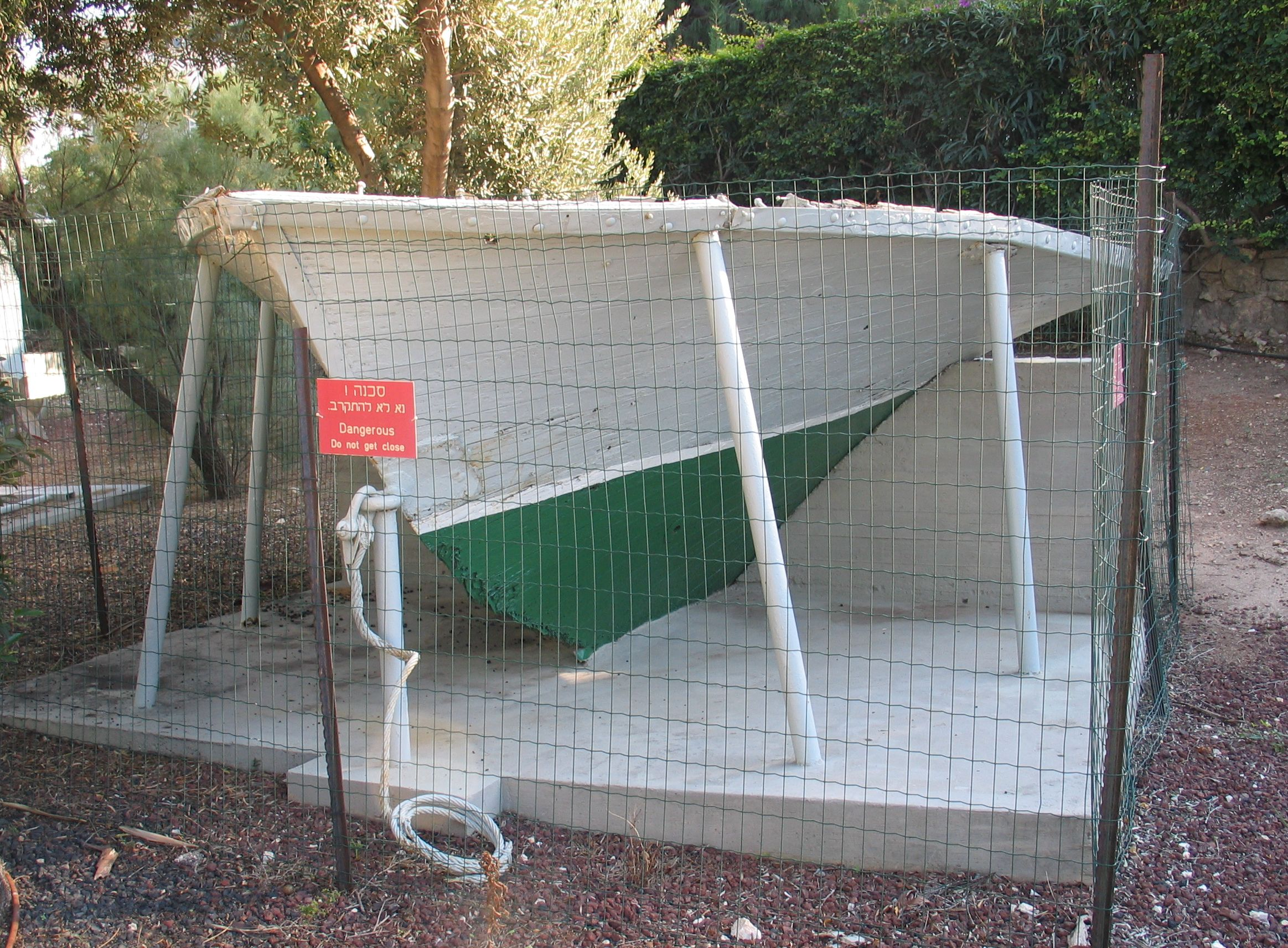
مقدمة الزورق ويعرض حالياً بمتحف الهجرة السرية والبحرية بحيفا